# Бетмен: Схід темного місяця
«Бетмен: Схід темного місяця» (англ. «Batman: Dark Moon Rising»), інколи «Бетмен: Сага сходу темного місяця» (англ. «Batman Dark Moon Rising Saga») — двочастинна сюжетна подія про ранні пригоди Бетмена від автора Метта Ваґнера, опублікована між 2006 і 2007 роками.
Сага складається з двох мінісерій по шість випусків: Бетмен і Люди-монстри (англ. Batman and the Monster Men) й Бетмен і Божевільний монах (англ. Batman and the Mad Monk), обидві майже повністю створені Ваґнером. Історії є переказами коміксів з Золотої Епохи Бетмена і відбуваються в хронологічному порядку десь між «Бетмен: Рік перший» та «Бетмен: Людина, яка сміється».
Подія служить чимось на кшталт сюжету «Бетмен: Рік 1.5».

## Передмова
Бетмен: Схід темного місяця повторює історії з наступних випусків:
- Detective Comics #31 (1939)
- Detective Comics #32 (1939)
- Batman #1 (1940)

## Бетмен: Схід темного місяця

### Бетмен і Люди-монстри
Комікс Бетмен і Люди-монстри (англ. Batman and the Monster Men) створений на основі давньої історії Г'юґо Стренджа з Batman #1. За версією Ваґнера, це перша зустріч Бетмена зі Стренджем. Історія зображує молодого, оптимістичного Бетмена незабаром після подій Бетмен: Рік перший. Джулі Медісон, історично-давній любовний інтерес Брюса Вейна з ранніх коміксів, знову був введений у комікси через цю серію. Ця історія покликана зобразити перші кроки Г'юґо Странджа у створенні жорстоких гігантів з людських пацієнтів.

### Бетмен і Божевільний монах
У коміксі Бетмен і божевільний монах (англ. Batman and the Mad Monk) Бетмен повинен протистояти зловісним махінаціям і новим вимірам зла, після зіткнення з прихованою загрозою божевільного монаха, його першою зустріччю з надприродним лиходієм. Він також має справу з прямими наслідками подій з Бетмен і Люди-монстри та боротьби з ґотемськими мафіозі.